# Beechcraft AQM-37 Jayhawk

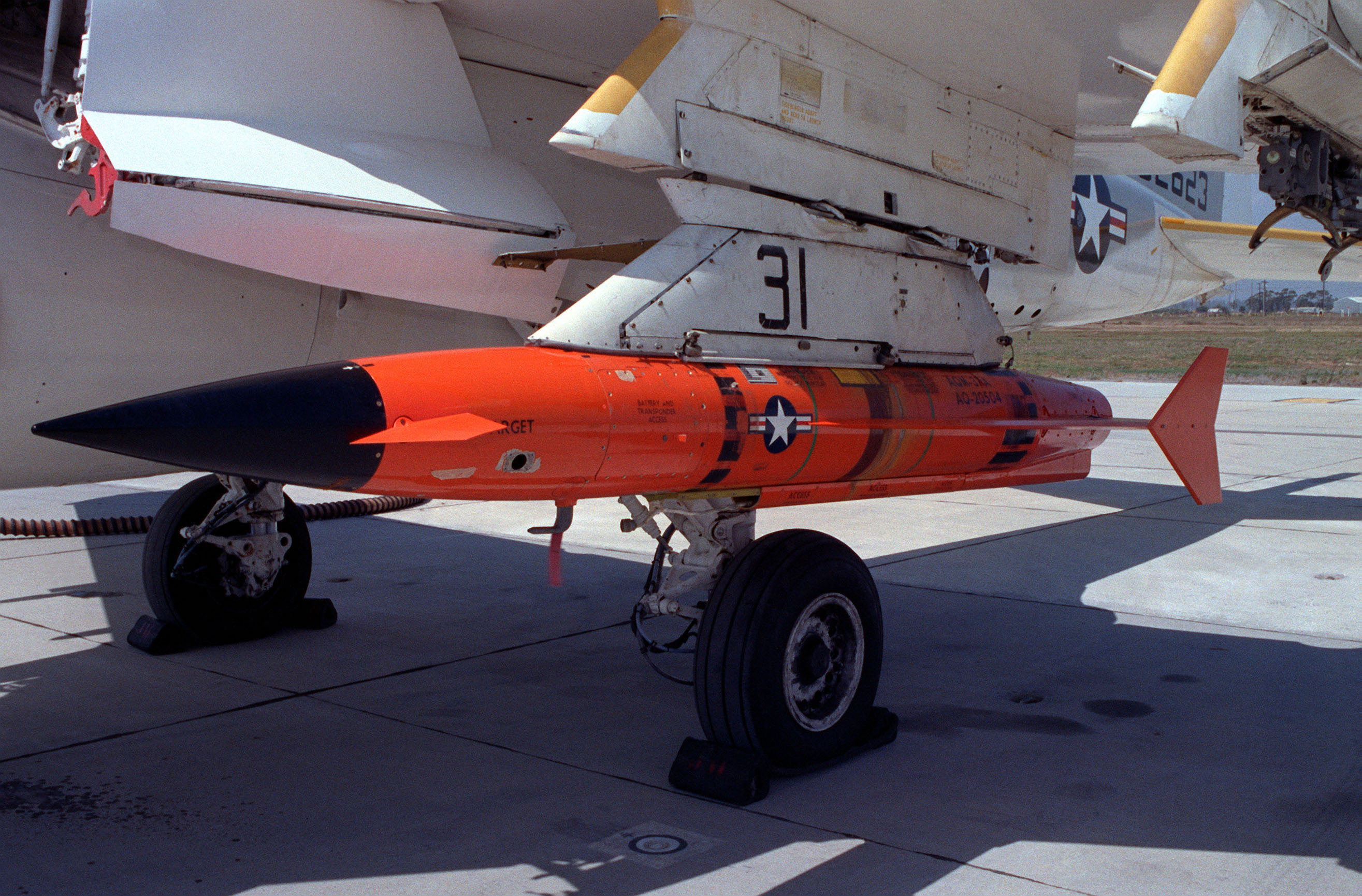
AQM-37 em um A-6 Intruder

O AQM-37 Jayhawk (originalmente designado como Beech KD2B) é um drone alvo supersônico lançado do ar produzido pela Beechcraft. Ele é capaz de simular ogivas de ICBMs em exercícios militares para sistemas de defesa.

## Desenvolvimento
Em 1959 a Força Aérea dos EUA e a Marinha dos EUA fizeram um pedido conjunto de um novo drone alvo de alta velocidade descartável. A Beechcraft ganhou a competição e o resultado foi um pequeno drone com asa delta e um motor líquido de foguete, originalmente designado como XKD2B-1, gora conhecido como AQM-37. Eles voaram pela primeira vez em maior de 1961 e entraram em serviço na Marinha em 1963, continuando em serviço até hoje.
A primeira versão AQM-37A foi seguida por uma grande variedade de subvariantes. Mísseis AQM-37 já foram vendidos para países como o Reino Unido, Itália, Israel e França. A companhia Meteor da Itália produziu alguns drones sob licença. Mais de 5.000 drones de todos os variantes já foram produzidos, continuando em produção limitada atualmente para uso da Marinha dos Estados Unidos da América.
Um desenvolvimento do AQM-37 por parte da Força Aérea resultou no desenvolvimento do AQM-81A Firebolt.

## Variantes
Model 1019Designado como AQM-37A pelas Forças Armadas dos Estados Unidos.
Model 1072Variante do Reino Unido.
Short StilettoO Beech Model 1072 modificado para uso britânico.
Model 1088Variante da Itália.
Model 1094Variante da França.
Model 1100Versão com paraquedas para recuperar o drone em uso pelo Exército dos EUA.
Model 1101Versão com paraquedas para recuperar o drone em uso pelo Exército dos EUA.
Model 1102(AQM-37A) versão não recuperável em uso pelo Exército dos EUA.
XKD2B-1Protótipos.
KD2B-1Designação da marinha antes do sistema de designação unificado.
AQM-37ADesignação do KD2B-1 depois da introdução do sistema unificado de designação.
AQM-37BNão usado oficialmente, depois que a Marinha trocou as ordens para o AQM-37C.
AQM-37CVersão da Marinha Estadunidense.
AQM-37DVersão com aviônica modernizada e novos sistemas eletrônicos para maior confiabilidade.
Teledyne Ryan AQM-81A FireboltDesenvolvido pela Força Aérea a partir do AQM-37 introduzindo um motor de combustível sólido com um oxidante líquido (RFNA), para aumentar a segurança e a performance. O projeto da Beechcraft foram rejeitados por serem caros demais, então o contrato de desenvolvimento foi dado a Teledyne-Ryan.
Teledyne Ryan AQM-81BVersão da marinha não projetada.
Q-12Designação da força aérea antes do sistema de designação unificado.

## Especificações
Dados da versão AQM-37C:
- Comprimento: 4,27 m
- Envergadura: 1 m
- Altura: 66 cm
- Peso vazio: 280 kg
- Propulsão:1 × motor de foguete de combustível líquido Rocketdyne LR64-NA-4, 850 lbf (3.78 kN)
- Velocidade máxima: Mach 4
- Teto de serviço:30.000 m
- Alcance:180 km (atingidos em um voo de 5 min)